# Jelena Lozančić
Jelena Lozančić (ur. 26 marca 1983 w Zagrzebiu) – francuska siatkarka pochodzenia chorwackiego, reprezentantka kraju, występująca na pozycji środkowej. Obecnie występuje w RC Cannes.

## Sukcesy
- Mistrzostwo Francji:
  -   2004, 2005, 2006, 2007, 2011, 2012, 2013
- Puchar Francji:
  -  2002, 2004, 2005, 2006, 2007, 2011
- Mistrzostwa Grecji:
  -   2008
- Puchar Grecji:
  -  2008
- Liga Mistrzyń:
  -  2006, 2012